# Slotsbryggeriet
Slotsbryggeriet var et bryggeri i Odense, oprettet i 1855 af Toxverdt, solgtes i 1867 til H.E. Haugsted. Forpagtet i 1868 af Daniel Hansen. Indgik i 1905 under Albani Bryggeri med brygger, cand.pharm. R.P. Hansen som leder. I 1915 optoges fabrikation af mineralvand og i 1923 af krystalis; fabrikationen af krystalis ophørte dog i 1948.